# 男が泣かない夜はない
『男が泣かない夜はない』（おとこがなかないよるはない）は、1987年（昭和62年）5月18日から7月27日まで、フジテレビ系列の「月9」枠で放送されたテレビドラマである。全11話。平均視聴率は17.9%。
『アナウンサーぷっつん物語』に続く、フジサンケイグループの関連企業を舞台にした「業界ドラマシリーズ」の第2作である。

## 概要
｢ビデオマガジン｣を製作するビデオ編集部を舞台に、映像ディレクターの活躍と三角関係などの恋愛模様を描く。
劇中では本放送時の映画、ファッション、イベントなどのカルチャー情報も放送する演出が施され、情報番組のような要素も持ち合わせていた。また劇中でのビデオマガジンの編集に使われた映像素材は、本作の制作スタッフが実際に取材したものが使用されている。
放送期間2か月・放送回数6 - 8回が多い「業界ドラマシリーズ」の放送作品群の中で本作は唯一の放送期間3か月（1クール）の作品である。

## あらすじ
映像ディレクターの星野はレーサーの薫と同棲中。ある日、星野の勤めるビデオ編集室のバイト・まさみが星野のマンションの隣室に引っ越してきたことから、さまざまな騒動が起きる。

## 放送データ
- 放送日：1987年5月18日 - 7月27日
- 放送時間：月曜21：00 - 21：54（JST）
- 放送回数：全11話
- 主題歌：「ウィル・ユー・リメンバー?～接吻はアスピリンの香り」 中里あき子（日本コロムビア）

## スタッフ
- プロデューサー：牛窪正弘、松下千秋
- 脚本：木村智美、水谷龍二、土屋斗紀雄
- 演出：小野原和宏、若松節朗
- 音楽：樋口康雄

## キャスト
- 星野俊彦：三田村邦彦

フリーのCMディレクターで、芸術家肌と言った性格。かつてテレビ局に勤務していたが解雇、更にCMスポンサーを怒らせたのが元で失業状態だった。映像ディレクターとしてビデオマガジンへ転じる。
- 筒井まさみ：伊藤かずえ

ビデオマガジンの新入社員。典型的な新人類で、不思議な魅力を持つ。俊彦と同じマンションに入居することになる。
- 板倉忠雄：谷隼人

集談社重役、ビデオマガジンの総括責任者。安田社長に対しては何でも言い成りになる存在。
- 瀬口律子：岡本麗

ニューヨークから帰国してすぐ、ビデオマガジンの新編集長の座に就く。社長の愛人ではという噂も持たれる。
- 早川薫：かとうかずこ

売り出し中のカーレーサー。俊彦と同棲中だが、まさみの出現でその仲に不安を持つ。
- 近藤純一：野々村真

ビデオマガジン社員。見栄っ張りで調子が良く、女好き。まさみに大きな関心を持つ。
- 寺岡五郎：小宮孝泰

ビデオマガジン社員。目黒出身のお坊ちゃん育ちで、入社もコネ。外見はディオールのブランドで決めている。千春にその気を持っている。
- 神田昌樹：せんだみつお

ビデオマガジン副編集長。編集長の座を得ることができると思っていたが、新編集長が律子と知り愕然となる。
- 林三紀：内海和子

ビデオマガジンの学生アルバイト。編集長が律子となって、俄然張り切っている。
- 榎本千春：堀江しのぶ

「週刊ギャルズ」からビデオマガジンに転籍。男性に対しては厳しい態度。
- 清沢恵：天久美智子

「月刊婦人情報」からビデオマガジンに転籍。惚れ易い性格で男を見る目が無い。
- 原弘：森田晶
- 安田宗男：高松英郎

集談社社長。ライバル会社の「未来書房」に対抗するため、ビデオマガジンを立ち上げた。
- 賀来千香子
- 上田正樹

（出典：）

## 放送日程
| 各話             | 放送日        | サブタイトル                         | 脚本       | 演出       | 備考                 |
| ---------------- | ------------- | ------------------------------------ | ---------- | ---------- | -------------------- |
| 第1話            | 1987年5月18日 | サブタイトル無し                     | 木村智美   | 小野原和宏 |                      |
| 第2話            | 1987年5月25日 | 〃                                   | 木村智美   | 小野原和宏 |                      |
| 第3話            | 1987年6月1日  | 今夜必見! マタニティーにカーレース!! | 水谷龍二   | 若松節朗   |                      |
| 第4話            | 1987年6月8日  | キスしちゃった! デヘヘ!!             | 木村智美   | 小野原和宏 |                      |
| 第5話            | 1987年6月15日 | 今宵! パーティとグルメ出前しまーす!! | 水谷龍二   | 小野原和宏 |                      |
| 第6話            | 1987年6月22日 | 世田谷区長ワインで乱入!!必見レベッカ | 土屋斗紀雄 | 小野原和宏 | レベッカがゲスト出演 |
| 第7話            | 1987年6月29日 | キャー! ドロボーどさくさにプロポーズ | 水谷龍二   | 若松節朗   |                      |
| 第8話            | 1987年7月6日  | 略奪! 大好きな男はムリヤリ奪い取れ!! | 水谷龍二   | 若松節朗   |                      |
| 第9話            | 1987年7月13日 | 東京湾洋上パーティでまさかの出来事!  | 土屋斗紀雄 | 小野原和宏 |                      |
| 第10話           | 1987年7月20日 | 今夜も情報満載、男と女の上手な別れ方 | 土屋斗紀雄 | 小野原和宏 |                      |
| 第11話           | 1987年7月27日 | いよいよ最終回! 栄光のゴールは誰だ   | 土屋斗紀雄 | 小野原和宏 |                      |
| 平均視聴率 17.9% |               |                                      |            |            |                      |